# Campeonato de España de Ciclismo en Ruta 1934
El XXXIV Campeonato de España de Ciclismo en Ruta se disputó en Madrid el 23 de octubre de 1934. La prueba se disputó en formato contrarreloj sobre una distancia de 150 kilómetros.
El ganador de la prueba fue el corredor Luciano Montero, que fue el mejor tiempo de todos los puestos intermedios. Mariano Cañardo y Salvador Cardona completaron el podio.

## Clasificación final
| Pos. | Ciclista           | Equipo | Tiempo    |
| ---- | ------------------ | ------ | --------- |
| 1.   | Luciano Montero    | -      | 4h 23'41" |
| 2.   | Mariano Cañardo    | -      | a 1'04"   |
| 3.   | Salvador Cardona   | -      | a 6'38"   |
| 4.   | Antonio Escuriet   | -      | a 8'32"   |
| 5.   | Isidro Figueras    | -      | a 11'00"  |
| 6.   | Antonio Destrieux  | -      | a 13'22"  |
| 7.   | Bernardo de Castro | -      | a 15'19"  |
| 8.   | Eusebio Bastida    | -      | a 18'42"  |
| 9.   | Vicente Carretero  | -      | a 20'02"  |